# Oxydation de Dakin
Pour les articles homonymes, voir Dakin.
L'oxydation de Dakin est une réaction d'oxydo-réduction organique dans laquelle  une phénone ou un benzaldéhyde ortho- ou  para-hydroxylé (2-hydroxybenzaldéhyde ou 4-hydroxybenzaldéhyde) réagit avec le peroxyde d'hydrogène en présence d'une base pour former un benzènediol et un carboxylate. En résumé, le groupe carbonyle est oxydé et le peroxyde d'hydrogène est réduit.

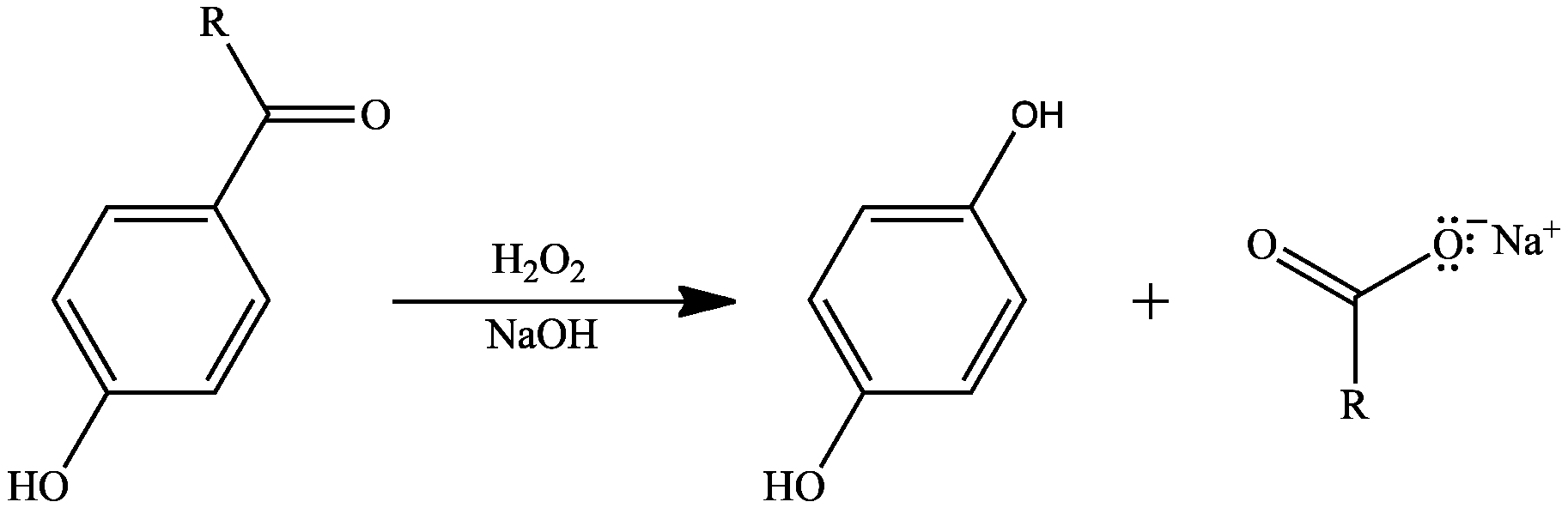
L'oxydation de Dakin

L'oxydation de Dakin, qui est assez proche de l'oxydation de Baeyer-Villiger, ne doit pas être confondue avec la réaction de Dakin-West, même si les deux réactions sont nommées d'après le chimiste Henry Drysdale Dakin.

## Mécanisme réactionnel
L'oxydation de Dakin débute par une addition nucléophile d'un anion hydroperoxyde sur le groupe carbonyle, formant un intermédiaire tétraédrique (2). Cet intermédiaire se réorganise par une migration [1,2]-aryle, l'élimination d'un hydroxyde et la formation d'un ester de phényle (3). Cet ester de phényle est immédiatement hydrolysé : il subit l'addition nucléophile d'un hydroxyde de la solution et forme un second intermédiaire tétraédrique (4),  qui se transforme en phénolate et forme un acide carboxylique (5).  La réaction finale est une réaction acidobasique entre le phénolate et l'acide carboxylique, qui mène à la formation du diphénol et du carboxylate (6),.